# Sint-Annabos
Het Sint-Annabos is een bosgebied in de Belgische gemeente Antwerpen op de Linkeroever van de Schelde in Nationaal Park Scheldevallei. Het 96 ha grote gebied is eigendom van de Beheersmaatschappij Antwerpen Mobiel en wordt beheerd door het Agentschap voor Natuur en Bos.
Het Sint-Annabos is gelegen op de linker Scheldeoever tussen de woonkern en Blokkersdijk. Het gaat om een aangeplant bos van vooral canadapopulieren met een ondergroei van vlier, waarvan het noordelijke deel een natuurgebied vormt en het zuidelijke een speelbos. Het bos vormt een buffer tegen fijnstof en geluidoverlast tussen de ring en de industrie in de haven en de woonkernen van Antwerpen.
Lange tijd vond geen beheer plaats in het domein omdat het gekapt zou worden omwille van de geplande Oosterweelverbinding. In 2016 werd besloten dat het bos toch grotendeels behouden zou kunnen worden. Bij de start van de werken, voor de bouw van de Scheldetunnel, werd in 2020 het westelijk deel van het bos gekapt, maar aan het einde van de werken wordt tachtig hectare bos heraangeplant, het noordelijk deel zal buitendijksgebied worden en zal ingericht worden als slikke en schorre gebied.
Uit bodemonderzoek in 2021 bleek dat de bodem van het bos tot boven de bodemsaneringsnorm verontreinigd is met PFOS, afkomstig van de nabijgelegen 3M-fabriek.
Het Sint-Annabos wordt in het zuiden gescheiden van de Middenvijvers/'t Rot door de Charles De Costerlaan. De Charles De Costerlaan was de aansluiting van de Waaslandtunnel met de E34 en had naast 2 ventwegen (noord en zuid) een centrale rijbaan van 2x2 rijstroken. Onder impuls van de Oosterweelwerken werd deze weg in mei 2023 definitief afgesloten en in september 2024 onthard. Deze wordt vervangen door een fiets- en wandelboulevard. Door deze werken kreeg de Waaslandtunnel een meer lokaal karakter en werden deze 2 natuurgebieden met elkaar verbonden. Na de werken van de Oosterweelverbinding zal het Sint-Annabos verbonden zijn met de verschillende natuurgebieden op de Linkeroever (Blokkersdijk, Middenvijver/'t Rot, Burchtse weel, Vlietbos/Donckers) via ecoducten en ecotunnels tot een aaneengesloten gebied van ca. 500 hectare. Het inrichten van deze natuurgebieden zal gebeuren via de programma Groenpool Linkeroever.

## Kamp Top Hat (1945-1946)
Na het einde van de Tweede Wereldoorlog bevond zich van juni 1945 tot april 1946 op de plaats van het huidige Sint-Annabos het Kamp Top Hat. Dit was een repatriëringskamp voor Amerikaanse militairen. Er was plaats voor 16.500 soldaten, die er enkele dagen tot enkele weken verbleven. In totaal hebben ruim 270.000 militairen enige tijd hier doorgebracht alvorens ze per boot naar Amerika terugkeerden. Na het verdwijnen van het kamp werd in 1952 het bos aangeplant.